# Municipio de Cotton (Indiana)
El municipio de Cotton (en inglés: Cotton Township) es un municipio ubicado en el condado de Switzerland en el estado estadounidense de Indiana. En el año 2010 tenía una población de 2040 habitantes y una densidad poblacional de 21,85 personas por km².

## Geografía
El municipio de Cotton se encuentra ubicado en las coordenadas 38°52′11″N 85°0′55″O / 38.86972, -85.01528. Según la Oficina del Censo de los Estados Unidos, el municipio tiene una superficie total de 93.35 km², de la cual 93,21 km² corresponden a tierra firme y (0,16 %) 0,15 km² es agua.

## Demografía
Según el censo de 2010, había 2040 personas residiendo en el municipio de Cotton. La densidad de población era de 21,85 hab./km². De los 2040 habitantes, el municipio de Cotton estaba compuesto por el 97,75 % blancos, el 0,44 % eran afroamericanos, el 0,29 % eran amerindios, el 0,05 % eran asiáticos, el 0,64 % eran de otras razas y el 0,83 % eran de una mezcla de razas. Del total de la población el 0,88 % eran hispanos o latinos de cualquier raza.